# Nibea
Nibea – rodzaj ryb z rodziny kulbinowatych (Sciaenidae).

## Klasyfikacja
Gatunki zaliczane do tego rodzaju:
- Nibea acuta
- Nibea albiflora
- Nibea chui
- Nibea coibor
- Nibea leptolepis
- Nibea maculata
- Nibea microgenys
- Nibea mitsukurii
- Nibea semifasciata
- Nibea soldado
- Nibea squamosa.